# Dan Orlovsky
Daniel John Orlovsky, detto Dan (Bridgeport, 18 agosto 1983), è un ex giocatore di football americano statunitense e ora analista di ESPN. Orlovsky ha giocato nel ruolo di quarterback e la sua esperienza da professionista più significativa fu per i Detroit Lions della National Football League. Orlovsky fu scelto proprio dai Detroit Lions nel corso del quinto giro (145º assoluto) del 2005. Dan ha giocato a football al college alla University of Connecticut.

## Carriera professionistica

### Detroit Lions
Dopo l'infortunio di Jeff Garcia nella pre-stagione del 2005, Orlovsky divenne la prima riserva dei QB dei Lions, giocando due partite nella stagione. Nelle stagioni 2006 e 2007, Dan non giocò nemmeno un singolo snap, tornando in campo il 15 settembre 2008 coi Packers nel finale di partita.
Orlovsky giocò la sua prima partita da titolare il 12 ottobre 2008 nella sconfitta dei Lions contro i Minnesota Vikings. Lì completò 12 passaggi su 21 per 150 yard, con un touchdown e nessun turnover. Dan giocò anche la gara finale da titolare, persa dai Lions per 16-0. A fine stagione decise di rifiutare il posto da riserva nei Lions per esplorare il mercato dei free-agent.

### Houston Texans
Firmò con gli Houston Texans un triennale da 9 milioni di dollari il 1º marzo 2009. Fu superato da Rex Grossman per il ruolo di prima riserva nella prestagione, ruolo che confermò anche per il resto della stagione. Dopo la stagione 2009, Grossman firmò un contratto annuale coi Washington Redskins, facendo di Dan la prima riserva dei Texans.

### Indianapolis Colts
Dan firmò con gli Indianapolis Colts come free agent il 30 luglio 2011. Dopo essere stato inizialmente tagliato, i Colts rifirmarono Orlovsky il 27 settembre 2011. Fu nominato titolare dopo che il titolare Curtis Painter fu messo in panchina il 30 novembre 2011. La settimana successiva, Orlovsky completò 30 passaggi su 37 per 353 yard, 2 touchdown ed un intercetto, per un passer rating di 113.1 nella sua prima partita da titolare come Colt contro i New England Patriots, nella sconfitta 31-24.
Il 18 dicembre 2011, Orlovsky ed i Colts vinsero la loro prima gara della stagione (dopo una partenza di 0-13) contro i Titans. Casualmente, l'ultima vittoria dei Colts era stata proprio contro i Titans nel gennaio della stagione precedente. Questa fu la prima vittoria ufficiale di Orlovsky come titolare nella NFL. Il 22 dicembre 2011, Orlovsky trascinò i Colts con un drive da 78 yard con 12 giocate nella vittoria in rimonta 10-4 sugli Houston Texans con meno di due minuti rimanenti sul cronometro.

### Tampa Bay Buccaneers
Il 15 marzo 2012, i Tampa Bay Buccaneers firmarono Orlovsky con un contratto biennale.

### Detroit Lions
Nel 2014, Orlovsky firmò con i Detroit Lions. Nel quinto turno della stagione 2015, rilevò il titolare Matthew Stafford nel terzo periodo dopo che questi aveva subito il suo terzo intercetto contro i Cardinals, terminando la gara con 191 yard passate, un touchdown e un intercetto.

## Statistiche
| Partite totali             | 21   |
| Partite totali da titolare | 12   |
| Touchdown                  | 14   |
| Intercetti subiti          | 12   |
| Media del rateo            | 75,9 |